# Recifes Indispensáveis
Os Recifes Indispensáveis são uma cadeia de três grandes atóis de coral desabitados no Mar de Coral, e que pertencem à província de Rennell e Bellona, nas Ilhas Salomão. Ficam a cerca de 50 km a sul da ilha Rennell, separados dela pelo canal Trough. A cadeia estende-se sobre 114 km, e a sua largura média é de 18 km.
Os três atóis são escarpados e cada um encerra uma grande e profunda lagoa. Estão separados por passagens profundas de dois e três quilómetros de largura. Os Recifes Indispensáveis estão alinhados na direção NO-SE.
- Recife Norte, com 18 km de comprimento e até 7 km de largura. O bordo do atol tem duas aberturas estreitas no norte e noroeste. O recife tem uma área total de 100 km2, incluindo a lagoa e o recife. Não tem ilhéus.

- Recife Médio, com 51 km. Little Nottingham é um pequeno ilhéu situado perto do centro do recife. Ademais da sua lagoa principal, o Recife Médio tem uma pequena lagoa separada ao norte. A superfície total é de 300 km².

- Recife Sul, com 21 km de comprimento e até 8 km de largura. Encerra uma lagoa de 18 a 35 metros de profundidade. A superfície total supera os 100 km².

## História
O barco Neptuno encalhou no Recife Indispensável em 3 de agosto de 1868 e perdeu-se. A tripulação foi resgatada pelo SS Boomerang.
Durante a Batalha do Mar de Coral em 7 de maio de 1942, dois aviões japoneses B5N2 (EI-306 e provavelmente o EI-302) voando em missão de reconhecimento a partir do porta-aviões Shōkaku (翔鶴 grua voadora)  ficaram abandonados nos Recifes Indispensáveis devido à falta de combustível.
Na década de 1980 o Governo das Ilhas Salomão deteve um navio de  Taiwan que andava em pesca furtiva da amêijoa-gigante existente no Recife Indispensável. Os corais e espécies de peixes em perigo de extinção também estão a ser saqueados pelo comércio de aquários.